# Torre de la Dehesilla (Bélmez de la Moraleda)
La Torre de la Dehesilla, también del Sol, se encuentra ubicada en el extremo Sur del Cerro Gordo, que forma parte de las Sierra Carboneras, a 960 metros de altitud, en el término municipal de la localidad de Bélmez de la Moraleda, provincia de Jaén (España). Está al Sureste del Castillo de Bélmez.

## Descripción
La planta de la torre es cilíndrica o troncocónica, más ancha en la base que en su parte superior. Construida en mampostería, tenía la entrada a una altura respecto al nivel del suelo. Estaría cubierta por una bóveda semiesférica. Dos series de mechinales a distintas alturas revelan que albergó dos pisos de madera. Se conservan unos dos metros de alzado, perdido todo el cuerpo superior.
La Torre de la Dehesilla o del Sol formó parte del complejo entramado de atalayas que necesitó el Castillo de Bélmez para subsanar su situación de escaso control visual sobre el Paso del valle del Jandulilla.

## Historia
Su fecha de construcción es incierta, y como suele suceder en este tipo de construcciones aisladas, en la prospección arqueológica superficial no se encontraron fragmentos cerámicos asociados. F. Cerezo y Juan Eslava (1989) suponen que debió construirse en la segunda mitad del siglo XIII, antes de que la tipología de estas torres cambiara y comenzaran a construirse con el cuerpo bajo macizo. En la segunda mitad del siglo XVI, la torre se encontraría ya parcialmente arruinada por su falta de uso.